# Пичукалько (муниципалитет)
Пичукалько (исп. Pichucalco) — муниципалитет в Мексике, штат Чьяпас, с административным центром в одноимённом городе. Численность населения, по данным переписи 2020 года, составила 31 919 человек.

## Общие сведения
Название Pichucalco с языка науатль можно перевести как обиталище кабанов.
Площадь муниципалитета равна 593,1 км², что составляет 0,8 % от площади штата, а наиболее высоко расположенное поселение Эль-Кукайо, находится на высоте 754 метра.
Он граничит с другими муниципалитетами Чьяпаса: на севере с Хуаресом, на юго-востоке с Истапангахоей, на юге с Истакомитаном, Чапультенанго и Франсиско-Леоном, на юго-западе с Сунуапой и Остуаканом, а на востоке и западе с муниципалитетами штата Табаско.

## Учреждение и состав
Муниципалитет был образован в 1915 году, по данным 2020 года в его состав входит 77 населённых пунктов, самые крупные из которых:
| Код INEGI                  | Населённый пункт                                                                                            | Численность населения (2005 год) | Численность населения (2010 год) | Численность населения (2020 год) |
| -------------------------- | --- | -------------------------------- | -------------------------------- | -------------------------------- |
| 068                        | Всего | 29583                            | 29813                            | 31919                            |
| 0001                       | Пичукалько (исп. Pichucalco) 17°30′31″ с. ш. 93°07′04″ з. д. (административный центр)                       | 14017                            | 14212                            | 15244                            |
| 0041                       | Нуэво-Никапа (исп. Nuevo Nicapa) 17°37′58″ с. ш. 93°04′18″ з. д.                                            | 1104                             | 1346                             | 1555                             |
| 0086                       | Напана (исп. Napana) 17°30′44″ с. ш. 93°06′01″ з. д.                                                        | 227                              | 973                              | 1378                             |
| 0021                       | Тектуапан (исп. Tectuapan) 17°26′45″ с. ш. 93°09′34″ з. д.                                                  | 960                              | 833                              | 929                              |
| 0018                       | Платанар-Абахо-1 (Ла-Кримеа) (исп. Platanar Abajo 1ra. Sección (La Crimea)) 17°35′35″ с. ш. 93°19′28″ з. д. | 1110                             | 902                              | 830                              |
| 0004                       | Марьяно-Матаморос-2 (исп. Mariano Matamoros Segunda Sección) 17°32′44″ с. ш. 93°06′44″ з. д.                | 609                              | 606                              | 727                              |
| 0051                       | Луис-Дональдо-Колосио-Муррьета (исп. Luis Donaldo Colosio Murrieta) 17°33′08″ с. ш. 93°02′40″ з. д.         | 772                              | 498                              | 687                              |
| 0013                       | Эль-Асуфре-2 (исп. El Azufre 2da. Sección) 17°33′33″ с. ш. 93°02′09″ з. д.                                  | 574                              | 666                              | 680                              |
| —                          | Прочие | 10210                            | 9777                             | 9889                             |
| Названия на карте Генштаба | |                                  |                                  |                                  |

## Экономическая деятельность
По статистическим данным 2000 года, работоспособное население занято по секторам экономики в следующих пропорциях:
- сельское хозяйство, скотоводство и рыбная ловля — 41,5 %;
- промышленность и строительство — 13,1 %;
- торговля, сферы услуг и туризма — 43,2 %;
- безработные — 2,2 %.

## Инфраструктура
Через муниципалитет проходит федеральное шоссе 190. Общая протяжённость дорог 182,9 км, из которых 94,1 км имеют асфальтовое покрытие, 74,9 км — гравийное, а остальные 13,9 — земляные.
По статистическим данным 2020 года, инфраструктура развита следующим образом:
- электрификация: 98,6 %;
- водоснабжение: 76,4 %;
- водоотведение: 97,2 %.

## Туризм
Для обеспечения туристов в муниципалитете работают 5 отелей на 109 номеров. Основными достопримечательностями являются природные ландшафты и горячие источники в Эль-Асуфре.